# Ralph Stanley
Ralph Stanley ou Dr. Ralph Stanley (Condado de Dickenson, 25 de fevereiro de 1927 - Coeburn, 23 de Junho de 2016), foi um artista americano de bluegrass, conhecido por seu distintivo jeito de cantar e tocar um banjo de cinco cordas.

## Biografia
Ralph Edmond Stanley nasceu, cresceu, e viveu em uma pequena fazenda do sudeste da Virgínia perto de McClure em uma pequena cidade chamada McClure em um lugar chamado Big Spraddle, perto de para onde se mudou em 1936 e viveu desde então em Dickenson County. O filho de Lee e Lucy Stanley, Ralph não cresceu em um ambiente de muitas músicas em sua casa. Como ele diz, o seu "pai não tocava um instrumento, mas às vezes ele cantava a música da igreja. E eu o ouvia cantar músicas como 'Man of Constant Sorrow,' 'Pretty Polly' e 'Omie Wise.'"
| “ | "Eu consegui meu primeiro banjo quando eu era adolescente. Eu acho que eu tinha 15, 16 anos. Minha tia tinha esse velho banjo, e minha mãe o comprou para mim... pagou 5 dólares para ela, que na época era, provavelmente, como 5 000 dólares. (Meus pais) tinham uma pequena loja, e eu me lembro da minha tia retirando-o para fora dos mantimentos." | ” |

Ele aprendeu a tocar o banjo, estilo clawhammer, com sua mãe:
"Ela tinha 11 irmãos e irmãs, e todos eles poderiam tocar banjo de cinco cordas.  Ela interpretou encontros ao redor do bairro, como uma feijões em uma vagem. Ela afinou-lo para mim e tocou essa música, 'Shout Little Luly,' e eu tentei tocá-la como ela fez.  Mas eu acho que eu desenvolvi o meu próprio estilo de banjo."
Ele se formou no ensino médio em 2 de maio de 1945 e foi convocado no exército em 16 de maio, servindo "pouco mais de um ano". Ele imediatamente começou a tocar quando chegou em casa:
". . . meu pai e Carter me levaram da estação, e Carter estava tocando com outro grupo, Roy Sykes e os Blue Ridge Mountain Boys, e eles tiveram uma apresentação pessoal naquela noite. Então eu cantei uma música com Carter no rádio antes mesmo de chegar em casa."